# Pannóniatelep
Pannóniatelep Szentendre déli városrésze.

## Fekvése
A város déli részén fekszik, a Kő-hegy és a Dobos-hegy és a Szentendrei-Duna között elterülő Pomázi-sík északi peremén, a Dera-patak határolja.

## Története
A folyamszabályozás előtt a Duna árvízi területe volt, a franciskánus térkép még egyben ábrázolja a ma is Tófenéknek nevezett mocsaras területtel. A lecsapolással szabaddá tett területre a 19. század végén bolgárkertészeket telepítettek, akik terményeiket Budapestre szállították eladni. A Dunán kiépített kikötőjüket az 1956 után ideköltözött szovjet tiszti lakótelep építésekor bontották le. A laktanya köré (a 11-es főút (Dózsa György út) és a Duna part között) települt a város ipari negyede, a napjainkra megszűnt papírgyárral együtt.
Pannóniatelep Dózsa György út és a Szentendrei HÉV vonala közötti része lakóhelyként funkcionáló alvóvárosi jellegű. Az állandó lakosait eleinte főleg a második világháború után felállított katonai főiskola dolgozói, tisztjei alkották. A rendszerváltás után azonban, a település szociológiai összetétele jelentősen megváltozott: budapesti értelmiségiek, művészek kedvelt és keresett települése lett.